# Mawkmai
Mawkmai är en kommun i Myanmar.   Den ligger i regionen Shanstaten, i den centrala delen av landet, 160 km öster om huvudstaden Naypyidaw. Antalet invånare är 24 860.